# 공탁금관리위원회
공탁금관리위원회(公託金管理委員會)는 공탁금의 보관ㆍ관리 등과 관련된 다음 각 호의 사항을 효율적으로 처리하기 위하여 설립된 대한민국 대법원 소속 위원회이다.

## 설립 근거 및 소관 업무

### 설립 근거
- 공탁법 제15조

### 소관 업무
공탁금관리위원회의 소관 업무는 다음과 같다.
1. 공탁금을 보관하는 은행의 지정 심사 및 적격 심사
2. 제19조에 따른 출연금 및 위원회 운영비의 심의ㆍ확정
3. 그 밖에 대법원규칙으로 정하는 사항

## 구성

### 위원장(1명)

#### 위원(9명)
위원장과 위원은 법원행정처장이 다음 각 호의 기준에 따라 임명하거나 위촉한다.
1. 법관 또는 3급 이상의 법원공무원 3명
2. 기획재정부장관이 추천하는 3급 이상의 국가공무원 또는 고위공무원단에 속하는 일반직공무원 1명
3. 법무부장관이 추천하는 검사 또는 3급 이상의 국가공무원 또는 고위공무원단에 속하는 일반직공무원 1명
4. 금융위원회가 추천하는 3급 이상의 국가공무원 또는 고위공무원단에 속하는 일반직공무원 1명
5. 공탁제도에 관하여 학식과 경험이 풍부한 변호사, 공인회계사, 대학교수 중 3명